# Поду Гросулуј (Мехединци)
Поду Гросулуј (рум. Podu Grosului) насеље је у Румунији у округу Мехединци у општини Баклеш. Oпштина се налази на надморској висини од 203 m.

## Становништво
Према подацима из 2002. године у насељу је живело 293 становника, од којих су сви румунске националности.